# Bryan Pérez (surfista)
Bryan Pérez es un surfista profesional salvadoreño, reconocido por ser el primer atleta de su país en clasificar al surf olímpico. Nacido y criado en la comunidad costera de Punta Roca, en La Libertad, ha superado condiciones sociales adversas para convertirse en un referente del surf centroamericano y latinoamericano. Su trayectoria ha sido destacada tanto por sus logros deportivos como por su impacto social, al inspirar a jóvenes en contextos vulnerables.

## Primeros años
Pérez creció en la comunidad de Punta Roca, conocida por sus olas ideales para el surf. Desde pequeño se involucró con el ambiente surfista, ayudando a cuidar autos o cargar tablas para los visitantes, quienes ocasionalmente le regalaban fragmentos de tablas rotas. Con esos materiales improvisó sus primeras prácticas en el mar. A pesar de la pobreza y la violencia del entorno, el surf le ofreció un camino diferente y una forma de vida.

## Carrera profesional
Bryan comenzó a competir desde su adolescencia en torneos nacionales y regionales. En 2019, logró una de las mayores hazañas del surf salvadoreño al obtener la Medalla de bronce en los Juegos Panamericanos de 2019 realizados en Lima, Perú. Fue la primera presea para El Salvador en surf en unos juegos continentales.
En 2023, se proclamó campeón del circuito ALAS Pro Tour en playa Las Flores, El Salvador, venciendo al peruano Lucca Mesinas. En noviembre del mismo año, también ganó el título del Corona Pro Surf Circuit en Puerto Rico, destacándose con una de las puntuaciones más altas del evento.

## Clasificación a los Juegos Olímpicos

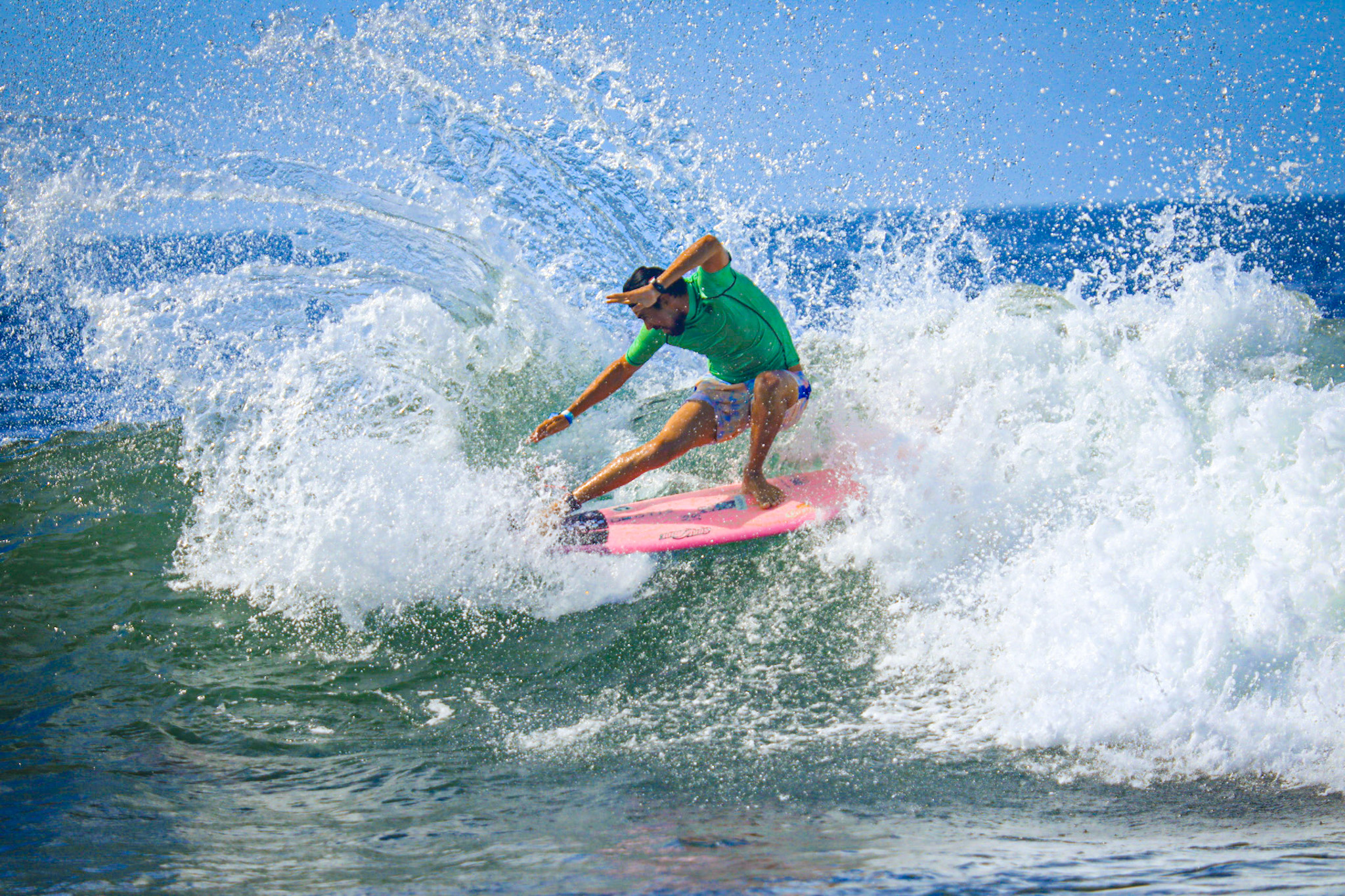
Bryan Pérez durante los Surf City ISA World Surfing Games 2023.

En mayo de 2024, fue confirmado como participante en los Juegos Olímpicos de París 2024, gracias a una invitación bajo el principio de universalidad otorgada por el Comité Olímpico Internacional y la Asociación Internacional de Surf (ISA). El torneo olímpico de surf se llevó a cabo en las playas de Teahupo'o, Tahití. Bryan se convirtió así en el primer surfista salvadoreño en competir en una cita olímpica.

## Legado
Además de sus logros deportivos, Bryan Pérez se ha convertido en una figura simbólica en El Salvador, promoviendo el deporte como herramienta de transformación social. Ha participado en proyectos comunitarios y de surf juvenil, buscando inspirar a nuevos talentos en zonas vulnerables del país.

## Palmarés internacional
| Surf                                 | Surf                 | Surf                 | Surf                 |
| Juegos Panamericanos                 | Juegos Panamericanos | Juegos Panamericanos | Juegos Panamericanos |
| Año                                  | Lugar                | Medalla              | Prueba               |
| ------------------------------------ | -------------------- | -------------------- | -------------------- |
| 2019                                 | Lima                 | Medalla de bronce    | Open surf            |
| Juegos Centroamericanos y del Caribe |                      |                      |                      |
| Año                                  | Lugar                | Medalla              | Prueba               |
| 2023                                 | Surf City            | Medalla de bronce    | Shortboard           |
| Alas Pro Tour                        |                      |                      |                      |
| Año                                  | Lugar                | Medalla              | Prueba               |
| 2023                                 | Surf City            | Medalla de oro       | Shortboard           |